# Plasma (personaggio)
Plasma (Plasma), il cui vero nome è Leila O'Toole, è un personaggio dei fumetti creato da Howard Mackie (testi) e Rich Buckler (disegni) nel 1989, pubblicato dalla Marvel Comics. È apparsa per la prima volta sulle pagine di Marvel Comics Presents (prima serie) n. 24 (luglio 1989). Ha fatto la sua ultima apparizione in Marc Spector: Moon Knight n. 25 (aprile 1991).

## Biografia del personaggio
Leila O'Toole nasce a Dublino, Irlanda. Mentre è studente al college, Leila intraprendere un viaggio in Egitto per esplorare le rovine della Valle del Nilo. Lì incontra alcuni esponenti del Culto del Faraone Vivente, i quali cercano subito di indottrinarla e convincerla ad unirsi a loro. Intrigata dagli aspetti esoterici del culto in questione, la ragazza accetta di unirsi ai cultisti. Tuttavia, appena vede questi ultimi compiere un sacrificio umano durante uno dei loro rituali, inorridisce e cerca di fuggire. I cultisti la catturano quasi subito e, a quel punto, la plagiano per mezzo della magia.
Qualche tempo dopo Leila viene inviata in Australia insieme ad altri cultisti per catturare Havok. La ragazza, ormai divenuta malvagia, incontra il supereroe e, fingendosi innocente, nel giro di qualche settimana, riesce a farlo innamorare di lei.
Questa vicenda si conclude nel quartier generale del culto dove, a causa di una serie di inganni e molteplici incidenti, Havok è costretto a combattere con Leila, che inizialmente è camuffata. Ogni scarica di energia rilasciata da Havok sulla ragazza riesce solo a potenziarla ulteriormente e, quando Wolverine (giunto per aiutare Havok) si fa avanti per colpirla, viene rapidamente messo fuori combattimento. Alla fine, Havok ferma Leila sferrandole un violento pugno in volto e lasciandola a terra priva di sensi.
Successivamente Leila decide di reclutare altri cultisti, e inizia con le forze di Khonshu, il dio adorato da Moon Knight.
Le forze di Leila sferrano due attacchi mirati a New York. Un attacco alla Statua della Libertà viene sventato, ma un altro alla Grande Stazione Centrale va a buon fine. Una trappola al plasma ben piazzata causa molte vittime innocenti. Mr. Parnell, una delle persone presenti al momento dell'attentato, viene ucciso personalmente da Plasma.
Moon Knight e Ghost Rider attaccano Plasma. Plasma vaporizza Ghost Rider, che poi si riforma. Nel frattempo, Moon Knight continua il combattimento all'interno di un treno in corsa nei sotterranei. Plasma va incontro alla sua fine quando il treno si schianta ad altissima velocità.

## Poteri e abilità
Leila era in grado di assorbire e immagazzinare energia cosmica dall'ambiente servendosene per potenziare il suo fisico e/o per rilasciare scariche energetiche dalle mani. Era anche capace di assorbire questa energia risucchiandola lentamente da qualcun altro che ne faceva uso vicino a lei (es. Havok). Nella sua forma depotenziata, Leila aveva la forza e la resistenza di una donna media della sua età, altezza e corporatura. Tuttavia, quando iniziò ad assorbire l'energia cosmica, la sua massa corporea, la sua forza e la sua resistenza aumentarono notevolmente. Pur essendo imparentata con Faraone Vivente/Monolito Vivente (era sua nipote), i suoi poteri mutanti non funzionavano allo stesso modo: Si attivarono solo in seguito all'incontro con Havok, il quale incanalò involontariamente in lei l'energia cosmica che costei non era in grado di assorbire autonomamente. La carica di energia cosmica fornitale da Havok divenne permanente e, da quel momento, lei poté far uso dei suoi poteri a proprio piacimento.
I limiti dei poteri di Leila non possono essere determinati. Di fatto, venivano incrementati dall'afflusso di energia cosmica fornito da Havok, ma quest'ultimo smise di fornire alla ragazza tale energia prima che potesse raggiungere il suo massimo potenziale.

## Apparizioni di Plasma
- Marvel Comics Presents: n. 24 (luglio 1989)
- Marvel Comics Presents: n. 25 (Agosto 1989)
- Marvel Comics Presents: n. 27 (Ottobre 1989)
- Marvel Comics Presents: n. 28 (Novembre 1989)
- Marvel Comics Presents: n. 29 (Dicembre 1989)
- Marvel Comics Presents: n. 30 (Gennaio 1990)
- Marvel Comics Presents: n. 31 (Febbraio 1990)
- Marc Spector: Moon Knight n. 25 (Aprile 1991)